# Tanja Eisenschmid
Pour les articles homonymes, voir Eisenschmid.
Tanja Eisenschmid (née le 20 avril 1993 à Marktoberdorf dans le land de Bavière en Allemagne) est une joueuse allemande de hockey sur glace qui évolue en ligue élite féminine en tant que défenseure. Elle remporte la coupe Isobel avec les Whitecaps du Minnesota pour la saison 2018-2019.

## Biographie

### Carrière en club
Formée au ESV Kaufbeuren, elle fait son passage junior avec cette équipe. En 2011, elle fait ses débuts séniors alors qu'elle participe à une partie de la EWHL avec le ESC Planegg . Dès l'année suivante, elle passe au ECDC Memmingen, elle n'y reste cependant qu'une année. 
En 2012, Eisenschmid rejoint la NCAA alors qu'elle rentre à l'université du Dakota du Nord, et son équipe sportive les Fighting Hawks. Après ses quatre années dans la ligue universitaire, elle part chez les Whitecaps du Minnesota, une équipe professionnelle indépendante en 2017. Elle remporte la coupe Isobel avec la même équipe lors de leur première saison dans la LNHF en 2018-2019 .

### En équipe nationale
Eisenschmid représente l'Allemagne au niveau international. Elle participe à plusieurs éditions des championnats du monde. Sa première compétition est en 2011, alors que l'Allemagne est en division I. En 2014, Eisenschmid participe à ses premières éditions des Jeux olympiques.

### Vie privée
Son frère, Markus, et sa sœur, Nicola, pratiquent également le hockey sur glace et représente l'Allemagne au niveau international.

## Statistiques

### En club
| Saison    | Équipe                           | Ligue             |                            | Saison régulière           | Saison régulière           | Saison régulière           | Saison régulière           | Saison régulière           |                            | Séries éliminatoires       | Séries éliminatoires       | Séries éliminatoires       | Séries éliminatoires | Séries éliminatoires |
| Saison    | Équipe                           | Ligue             | PJ                         | B                          | A                          | Pts                        | Pun                        | PJ                         | B                          | A                          | Pts                        | Pun                        |                      |                      |
| 2006-2007 | ESV Kaufbeuren U16               | Schüler-BL        | 25                         | 0                          | 2                          | 2                          | 2                          | -                          | -                          | -                          | -                          | -                          |                      |                      |
| 2007-2008 | ESV Kaufbeuren U16               | Schüler-BL        | 34                         | 0                          | 10                         | 10                         | 8                          | 5                          | 0                          | 0                          | 0                          | 0                          |                      |                      |
| 2008-2009 | ESV Kaufbeuren U16               | Schüler-BL        | 26                         | 2                          | 8                          | 10                         | 8                          | -                          | -                          | -                          | -                          | -                          |                      |                      |
| 2009-2010 | ESV Kaufbeuren U16               | Schüler-BL        | 24                         | 2                          | 7                          | 9                          | 30                         | -                          | -                          | -                          | -                          | -                          |                      |                      |
| 2010-2011 | ESV Kaufbeuren U16               | Schüler-BL        | 24                         | 3                          | 0                          | 3                          | 16                         | -                          | -                          | -                          | -                          | -                          |                      |                      |
| 2010-2011 | ESC Planegg                      | EWHL              | 1                          | 0                          | 0                          | 0                          | 0                          | -                          | -                          | -                          | -                          | -                          |                      |                      |
| 2011-2012 | ECDC Memmingen                   | Frauen-Bundesliga | 10                         | 3                          | 2                          | 5                          | 20                         | -                          | -                          | -                          | -                          | -                          |                      |                      |
| 2012-2013 | Fighting Hawks du Dakota du Nord | NCAA              | 35                         | 2                          | 8                          | 10                         | 29                         | -                          | -                          | -                          | -                          | -                          |                      |                      |
| 2013-2014 | Fighting Hawks du Dakota du Nord | NCAA              | 28                         | 2                          | 8                          | 10                         | 16                         | -                          | -                          | -                          | -                          | -                          |                      |                      |
| 2014-2015 | Fighting Hawks du Dakota du Nord | NCAA              | 37                         | 3                          | 11                         | 14                         | 28                         | -                          | -                          | -                          | -                          | -                          |                      |                      |
| 2015-2016 | Fighting Hawks du Dakota du Nord | NCAA              | 33                         | 0                          | 5                          | 5                          | 25                         | -                          | -                          | -                          | -                          | -                          |                      |                      |
|           |                                  |                   |                            |                            |                            |                            |                            |                            |                            |                            |                            |                            |                      |                      |
| 2017-2018 | Whitecaps du Minnesota           | Ind. pro.         | Statistiques indisponibles | Statistiques indisponibles | Statistiques indisponibles | Statistiques indisponibles | Statistiques indisponibles | Statistiques indisponibles | Statistiques indisponibles | Statistiques indisponibles | Statistiques indisponibles | Statistiques indisponibles |                      |                      |
| 2018-2019 | Whitecaps du Minnesota           | LNHF              | 5                          | 0                          | 0                          | 0                          | 0                          | 1                          | 0                          | 0                          | 0                          | 0                          |                      |                      |
| 2019-2020 | ERC Ingolstadt                   | Frauen-Bundesliga | 14                         | 2                          | 6                          | 8                          | 10                         | 2                          | 0                          | 0                          | 0                          | 2                          |                      |                      |
| 2020-2021 | ERC Ingolstadt                   | Frauen-Bundesliga | 26                         | 6                          | 24                         | 30                         | 14                         | 2                          | 2                          | 0                          | 2                          | 0                          |                      |                      |

### En équipe nationale
| Année | Équipe             | Compétition                       |   | PJ | B | A | Pts | Pun           |  | Résultat |
| 2009  | Allemagne - 18 ans | Championnat du monde moins 18 ans | 5 | 0  | 0 | 0 | 4   | 6e place      |  |          |
| 2010  | Allemagne - 18 ans | Championnat du monde moins 18 ans | 6 | 1  | 2 | 3 | 18  | 4e place      |  |          |
| 2011  | Allemagne - 18 ans | Championnat du monde moins 18 ans | 5 | 0  | 0 | 0 | 31  | 6e place      |  |          |
| 2011  | Allemagne          | Championnat du monde D1           | 4 | 0  | 0 | 0 | 2   | Médaille d'or |  |          |
| 2012  | Allemagne          | Championnat du monde              | 5 | 1  | 0 | 1 | 6   | 7e place      |  |          |
| 2013  | Allemagne          | Qualifications Jeux olympiques    | 3 | 1  | 0 | 1 | 4   | Qualification |  |          |
| 2013  | Allemagne          | Championnat du monde              | 5 | 0  | 0 | 0 | 4   | 5e place      |  |          |
| 2014  | Allemagne          | Jeux olympiques                   | 5 | 0  | 1 | 1 | 10  | 7e place      |  |          |
| 2015  | Allemagne          | Championnat du monde              | 5 | 0  | 3 | 3 | 10  | 8e place      |  |          |
| 2016  | Allemagne          | Championnat du monde D1A          | 5 | 0  | 1 | 1 | 4   | Médaille d'or |  |          |
| 2017  | Allemagne          | Qualifications Jeux olympiques    | 3 | 2  | 0 | 2 | 2   | Élimination   |  |          |
| 2017  | Allemagne          | Championnat du monde              | 3 | 0  | 0 | 0 | 14  | 4e place      |  |          |
| 2021  | Allemagne          | Championnat du monde              | 6 | 0  | 2 | 2 | 2   | 8e place      |  |          |